# Colobosaura
Colobosaura is een geslacht van hagedissen uit de familie Gymnophthalmidae.
De wetenschappelijke naam van het geslacht werd in 1867 voorgesteld door George Albert Boulenger. Er zijn twee soorten die voorkomen in delen van Zuid-Amerika.

## Soortenlijst
| Soorten uit het geslacht Colobosaura | Soorten uit het geslacht Colobosaura | Soorten uit het geslacht Colobosaura |
| ------------------------------------ | ------------------------------------ | ------------------------------------ |
| Naam                                 | Auteur                               | Verspreidingsgebied                  |
| Colobosaura kraepelini               | Werner, 1910                         | Paraguay                             |
| Colobosaura modesta                  | Reinhardt & Lütken, 1862             | Brazilië, Paraguay                   |